# Eristalinus vicarians
Eristalinus vicarians är en tvåvingeart som först beskrevs av Mario Bezzi 1915.  Eristalinus vicarians ingår i släktet slamflugor, och familjen blomflugor.
Artens utbredningsområde är Kongo. Inga underarter finns listade i Catalogue of Life.